# ازدواج در نوجوانی

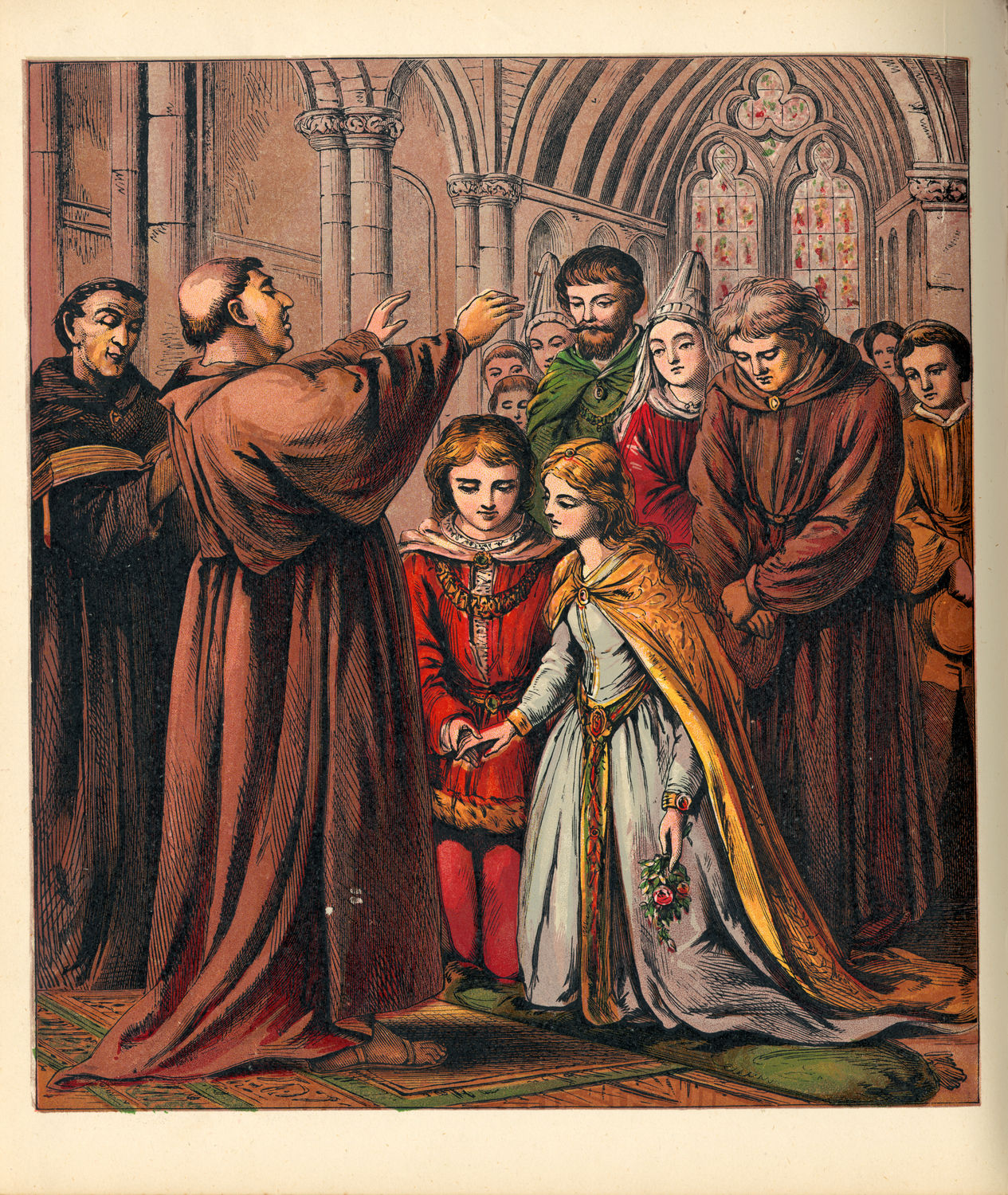
ازدواج نوجوانان مسیحی در قرون وسطی

ازدواج در نوجوانی به ازدواج پیش از رسیدن دست‌کم یکی از همسران به سن قانونی، یا در سنین ۱۳ تا ۱۹ سال اشاره دارد. عوامل بسیاری در ازدواج نوجوانان نقش دارند مانند عشق، بارداری نوجوان، مذهب، امنیت، ثروت، خانواده، فشار همسالان، پیشرفت اجتماعی و ازدواج ترتیب داده شده به دلایل اقتصادی و یا سیاسی. دلایل فرهنگی مطالعات نشان داده‌اند که زوج‌های متاهل نوجوان اغلب در محرومیت هستند، ممکن است تحصیلات کمی داشته باشند و در مقایسه با کسانی که بعد از نوجوانی ازدواج می‌کنند، شغل‌های پایین‌تری داشته باشند.

## در ایران
با توجه به مادهٔ ۱۰۴۱ قانون مدنی ایران، ازدواج دختران بالاتر از ۱۳ سال و پسران بالاتر از ۱۵ سال قانونی است. البته پیش از آن نیز با اجازهٔ والدین و مجوز دادگاه، امکان‌پذیر است.